# António Gião
António Gião (Reguengos de Monsaraz, 13 de julho de 1906 — Lisboa, 3 de junho de 1969) foi um geofísico, investigador e professor universitário, catedrático da Faculdade de Ciências da Universidade de Lisboa, que se distinguiu no campo da física teórica e da meteorologia.

## Biografia
António Gião nasceu na freguesia de Reguengos, concelho de Reguengos de Monsaraz, filho de António Jacinto Fernandes Piteira Gião e de mãe incógnita, mas de nacionalidade espanhola, neto paterno de Domingos Rosado Piteira Gião e de Ana Luísa Godinho Piteira Fernandes Gião, família proprietária de uma rica casa agrícola. Foi batizado na mesma freguesia a 29 de setembro de 1906, tendo como padrinhos de batismo Jaime Constantino Fernandes Leal e Marcolino Caeiro Gião.
Após concluir o ensino primário na sua vila natal, matriculou-se no Liceu Nacional de Évora (então designado Liceu Central André de Gouveia), em Évora, onde em 1923 concluiu o curso do liceu com a nota final de 19 valores. Matriculou-se no ano letivo imediato na Faculdade de Ciências da Universidade de Coimbra, onde estudou durante dois anos, durante os quais se incompatibilizou com alguns docentes. Em 1925 transferiu-se para Estrasburgo, cidade onde se matriculou no Instituto de Física do Globo de Estrasburgo (Institut de physique du globe de Strasbourg (IPGS), na atualidade parte da Universidade Louis Pasteur) no qual obteve o diploma de engenheiro geofísico na especialidade de Meteorologia.
Concluído o curso, iniciou uma brilhante carreira científica no campo da meteorologia e da física teórica que o levou a trabalhar com equipas de alguns dos mais reputados estabelecimentos universitários e científicos europeus. Integrou grupos de investigação da Universidade de Bergen (Noruega), da Universidade de Florença, da Universidade de Génova (Itália), da Universidade de Dublin (Irlanda), Instituto Meteorológico Real da Bélgica, do Instituto Nacional Meteorológico de França (Office national météorologique) e do Instituto Henri Poincaré (Institut Henri-Poincaré).
No total, publicou mais de 150 artigos, muitos deles nas melhores revistas, entre as quais a Physical Review, os Comptes Rendus (apresentados por Louis de Broglie) e o Journal de Physique. Foi o primeiro português a publicar na prestigiada revista Nature (uma carta em 1926, tinha ele 20 anos, sobre a posição das nuvens).
Em 1960 regressou a Portugal, sendo nomeado professor catedrático de Mecânica e Astronomia na Faculdade de Ciências da Universidade de Lisboa. Foi ainda membro do Conselho Consultivo de Ciências da Fundação Calouste Gulbenkian e dirigiu o Centro de Cálculo desta Fundação, tendo participado em vários simpósios, seminários e conferências internacionais, tanto em Portugal como no estrangeiro, sobre problemas da sua especialidade. Em 1963, como diretor do Centro de Cálculo da Fundação Calouste Gulbenkian, organizou em Lisboa uma reunião do Comité Científico da NATO sobre cosmologia, onde participaram várias figuras cimeiras da ciência mundial, entre os quais Pascual Jordan (um dos criadores da mecânica quântica, mas muito prejudicado pelas suas ideias nazis) e Hermann Bondi (astrofísico de origem judaica e grande humanista que defendeu a teoria do estado estacionário em oposição à teoria do Big Bang).
António Gião casou em 1939 com Sophie Spira, não tendo filhos. Faleceu em Lisboa a 3 de junho de 1969 e encontra-se sepultado no cemitério de Reguengos. Em 11 de março de 1981, a viúva, D. Sophie Spira Gião, doou à Sociedade Portuguesa de Autores, a casa onde o professor nasceu e viveu, hoje conhecida por Casa António Gião, incluindo o seu recheio, com a intenção de honrar e perpetuar a sua memória e para que nela se constituísse um centro de convívio, de trabalho e de realizações culturais e científicas, tais como seminários, conferências, colóquios, recitais, exposições e concertos.